# Петрани
Петрани (укр. Петрані) — село на Украине, находится в Жмеринском районе Винницкой области.
Код КОАТУУ — 0521082609. Население по переписи 2001 года составляет 131 человек. Почтовый индекс — 23120. Телефонный код — 4332.
Занимает площадь 0,8 км².

## Адрес местного совета
23120, Винницкая область, Жмеринский р-н, с. Кармалюково, ул. Центральная